# Margaret Geller
Margaret Joan Geller (ur. 8 grudnia 1947 w Ithace w stanie Nowy Jork) – amerykańska astrofizyk.
Pracuje w Smithsonian Astrophysical Observatory, jest autorką wielu artykułów i kilku nagrodzonych filmów dokumentalnych. Na podstawie danych zebranych w ramach projektu CfA Redshift Survey została w roku 1989 współodkrywczynią największej, ze znanych wówczas, struktury Wszechświata – Wielkiej Ściany.